# Châtillon-en-Diois
Châtillon-en-Diois je naselje in občina v jugovzhodnem francoskem departmaju Drôme regije Rona-Alpe. Leta 2008 je naselje imelo 583 prebivalcev.

## Geografija
Kraj leži v pokrajini Daufineji znotraj naravnega regijskega parka Vercors, 81 km jugovzhodno od Valence.

## Uprava
Châtillon-en-Diois je sedež istoimenskega kantona, v katerega so poleg njegove vključene še občine Boulc, Glandage, Lus-la-Croix-Haute, Menglon, Saint-Roman in Treschenu-Creyers s 1.921 prebivalci.
Kanton Châtillon-en-Diois je sestavni del okrožja Die.